# Kỷ Toni
Kỷ Toni (từ tiếng Hy Lạp tonas nghĩa là "duỗi", "kéo dãn") hay kỷ Lạp Thân (từ tiếng Trung: 拉伸 với Lạp là "lôi kéo", Thân là "duỗi") (tiếng Anh: Tonian). Đây là kỷ địa chất đầu tiên trong đại Tân Nguyên Sinh (Neoproterozoic) và kéo dài từ khoảng 1.000 triệu năm trước (Ma) tới khoảng 850 Ma/720Ma. Thay vì xác định bằng địa tầng, các niên đại này được ICS xác định bằng phương pháp đo phóng xạ trong địa thời học.
Các sự kiện dẫn tới sự phá vỡ siêu lục địa Rodinia đã bắt đầu trong kỷ này.
Sự lan tỏa của các loài acritarch diễn ra trong kỷ Toni.